# Julij Michajlovič Šokal'skij
Julij Michajlovič Šokal'skij (in russo Юлий Михайлович Шокальский?; San Pietroburgo, 5 ottobre 1856 – Leningrado, 26 marzo 1940) è stato un geografo, oceanografo e cartografo russo.
Presidente della Società geografica russa dal 1917 al 1931.

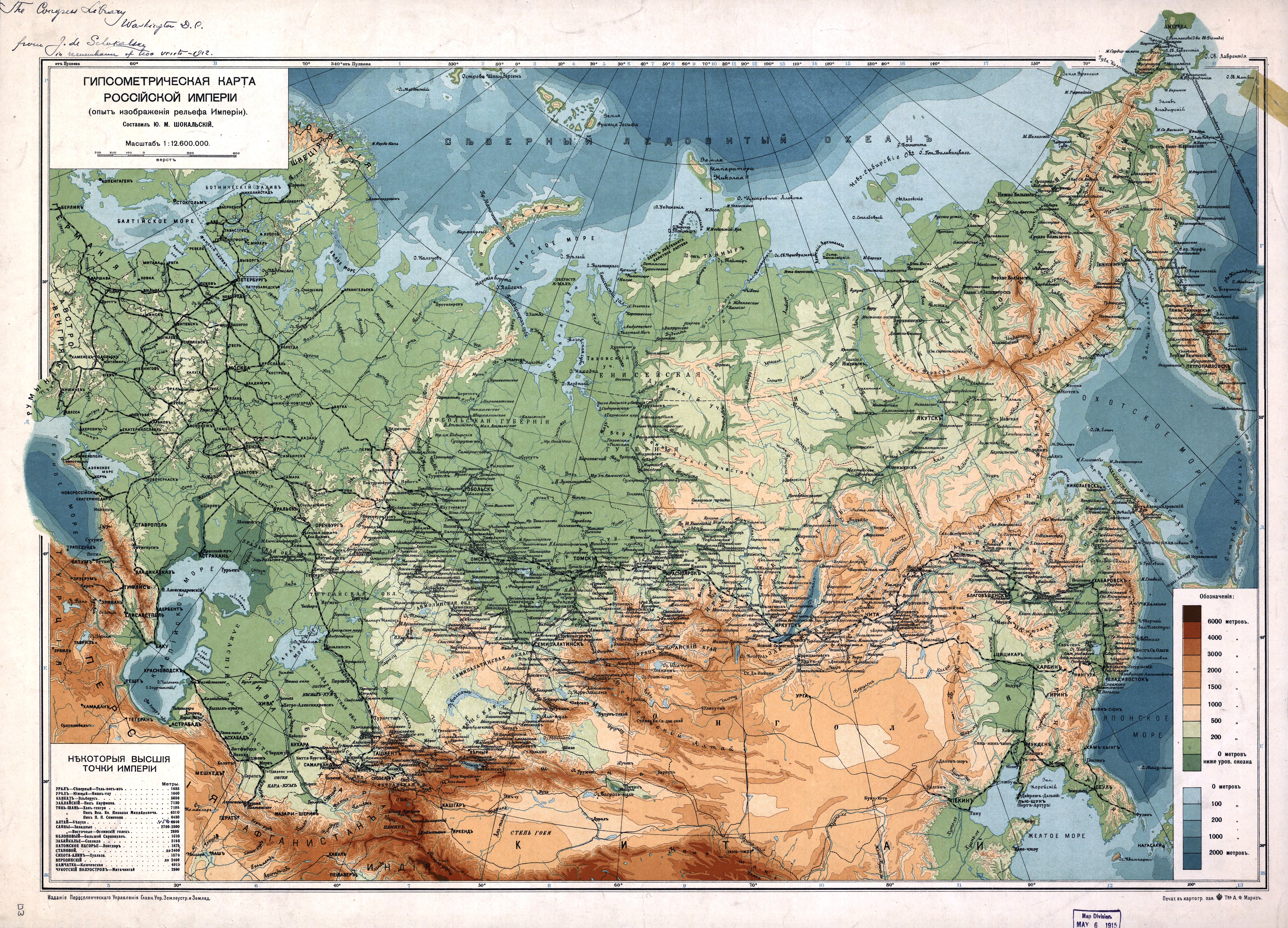
La mappa dell'Impero russo eseguita da Šokal'skij nel 1914.

## Biografia
Nipote di Anna Kern (nota per essere stata l'amante di Puškin), si diplomò come guardiamarina, nel 1877, presso il Corpo navale dei cadetti (Морской кадетский корпус) per completare poi i suoi studi all'Accademia navale Kuznecov (Военно-морская академия имени Н. Г. Кузнецова) di San Pietroburgo, nel 1880. Fece la sua carriera nella Marina imperiale russa contribuendo a istituire l'Osservatorio navale di Sebastopoli e raggiungendo il grado di tenente-generale (ammiraglio di squadra) nel 1912. Allo stesso tempo, sviluppò interesse per la limnologia e la meteorologia e divenne l'autore russo più prolifico in questi campi, pubblicando circa 300 articoli. La sua più importante monografia è Oceanografia (Океанография, 1917), una raccolta di lezioni dove esamina il collegamento tra la meteorologia e l'idrologia e sottolinea l'importanza di monitorare i fenomeni marini al fine di comprendere i cambiamenti globali del clima. Per questa opera è stato premiato dall'Accademia russa delle scienze nel 1919 e dall'Accademia francese delle scienze nel 1923. Šokal'skij ha insistito sulla distinzione tra oceanografia e idrografia e ha introdotto il concetto di "oceano globale".
È stato membro della Società geografica russa durante la presidenza di Pëtr Petrovič Semënov-Tjan-Šanskij, alla cui morte, nel 1914, era subentrato Nikolaj Michajlovič Romanov e, dal 1904, membro nella Royal Geographical Society. Nel 1917, dopo la rivoluzione di febbraio, Michajlovič cedette il potere e Šokal'skij fu messo a capo della Società geografica russa, e mantenne il suo posto fino al 1931.
Dal 1897 è stato impegnato per quattro anni in ricerche al lago Ladoga. Ha preparato nel 1914 la mappa dell'Impero russo.
Ha lavorato all'introduzione del sistema internazionale dei fusi orari (l'ora convenzionale è stata introdotta nella Russia sovietica nel 1919). Presso l'Accademia Navale, ha continuato ad insegnare fino al 1930.

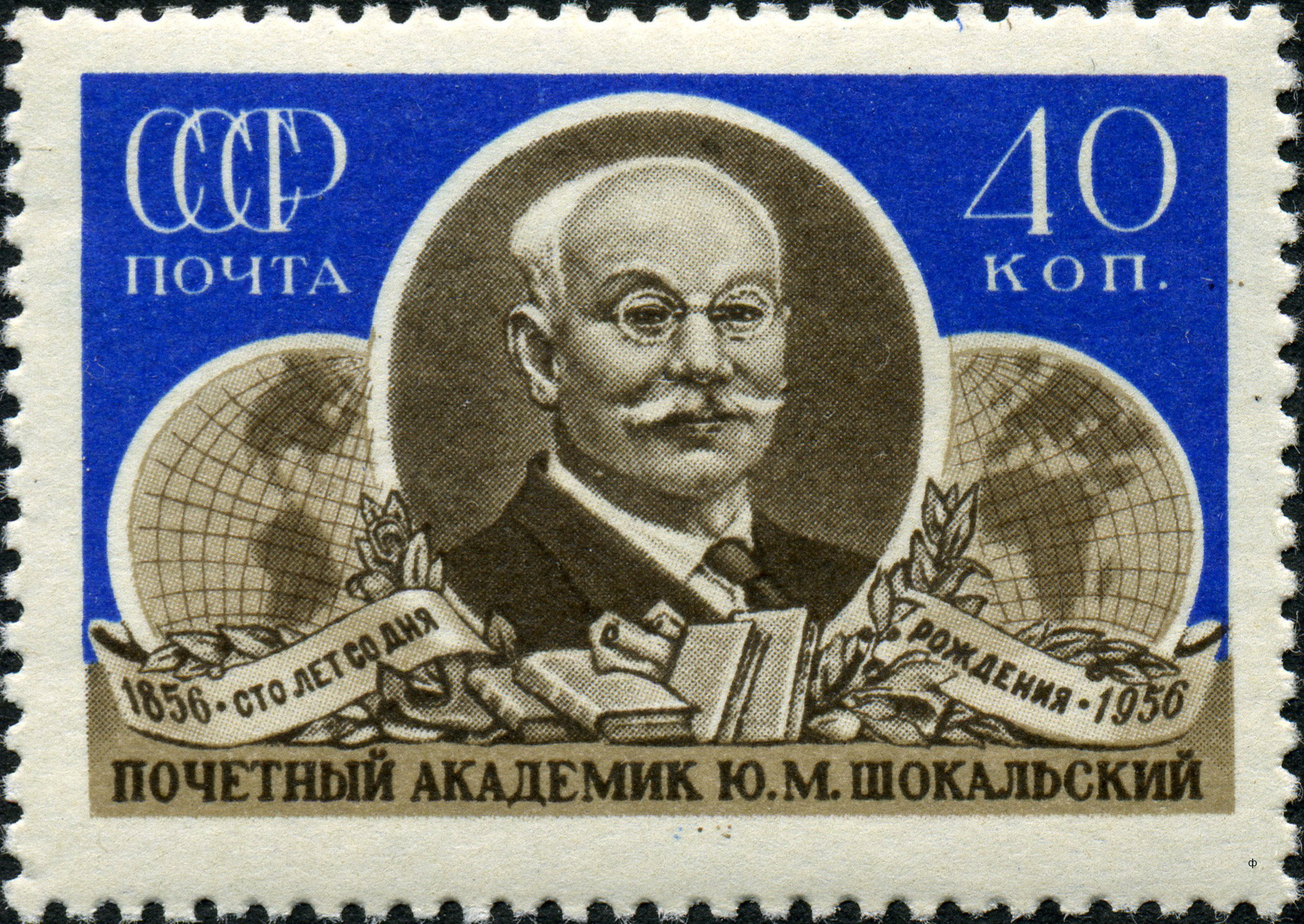
Francobollo sovietico da 40 copechi dedicato a Šokal'skij

## Luoghi che portano il suo nome
- Stretto di Šokal'skij, tra l'isola della Rivoluzione d'Ottobre e l'isola Bolscevica, che collega il mare di Kara al mare di Laptev.
- Isola di Šokal'skij nel mare di Kara all'imboccatura del golfo dell'Ob'.
- Isola di Šokal'skij (о. Шокальского), nello stretto di Kara, una piccola isola vicino alla costa nord-occidentale di Vajgač (70°11′36.53″N 58°28′01.84″E).
- Alcune navi per spedizioni scientifiche hanno avuto il suo nome, tra cui: la Akademik Šokal'skij (Академик Шокальский), costruita nel 1939, entrata in servizio nel 1940, bombardata e affondata 27 luglio 1943[7]; e la Akademik Šokal'skij [8], costruita in Finlandia nel 1982.